# 폰트랴긴 특성류
위상수학에서 폰트랴긴 특성류(Понтрягин特性類, 영어: Pontryagin class)는 실수 벡터 다발의 특성류의 하나다. 그 복소화의 천 특성류로 정의할 수 있다.

## 정의
{\displaystyle E}가 매끄러운 다양체 {\displaystyle M} 위의 {\displaystyle n}차원 실수 벡터 다발이라고 하자. 실수 벡터 다발 {\displaystyle E}가 {\displaystyle \operatorname {SO} (n)}-주다발인 틀다발 {\displaystyle P\twoheadrightarrow M}의 연관 벡터 다발이라고 하자.

### 구체적 정의
{\displaystyle P}의 주곡률 {\displaystyle F}를 정의할 수 있다. 이는 리 대수 {\displaystyle {\mathfrak {so}}(\dim E)}의 값을 갖는 2차 미분 형식이다.
그렇다면 다음과 같은 생성 함수를 생각할 수 있다.
{\displaystyle \det(I+tF/2\pi )=\sum _{k=0}^{\infty }t^{2k}p_{k}(E)}.
우변에서 {\displaystyle k}가 홀수인 항들은 {\displaystyle F}의 반대칭성에 의하여 사라진다. {\displaystyle p_{k}}는 미분 형식으로 간주하면 {\displaystyle E}의 틀다발에 의존하지만, 그 드람 코호몰로지는 천-베유 이론(Chern–Weil theory)에 따라서 틀다발에 의존하지 않는다는 사실을 보일 수 있다. 즉, 코호몰로지 원소 {\displaystyle p_{k}\in H^{4k}(M,\mathbb {Q} )}는 실수 벡터 다발 {\displaystyle E}의 위상수학적 불변량이다. 이를 {\displaystyle k}차 폰트랴긴 특성류라고 한다.
총 폰트랴긴 특성류(total Pontryagin class) {\displaystyle p}는 모든 차수들의 폰트랴긴 특성류의 합이다. 즉
{\displaystyle p=\sum _{k=0}^{\infty }p_{k}(E)=\det(I+F/2\pi )\in H^{\bullet }(M,\mathbb {Q} )}
이다.

### 추상적 정의
{\displaystyle \operatorname {O} (n)}-주다발 {\displaystyle P}는 분류 공간 {\displaystyle \operatorname {BO} (n)}으로 가는 연속 함수
{\displaystyle f\colon M\to \operatorname {BO} (n)}
의 호모토피류로 분류된다. 그런데 직교군은 유니터리 군의 부분군이다.
{\displaystyle \iota \colon \operatorname {O} (n)\hookrightarrow \operatorname {U} (n)}
따라서 이에 대응되는 분류 공간 사이의 함수가 존재한다.
{\displaystyle \mathrm {B} \iota \colon \operatorname {BO} (n)\to \operatorname {BU} (n)}
(이는 실수 벡터 다발의 복소화에 해당한다.) {\displaystyle \operatorname {BU} (n)} 위에는 천 특성류에 해당하는 코호몰로지류
{\displaystyle c_{k}\in \operatorname {H} ^{2k}(\operatorname {BU} (n))}
가 존재한다. 이를 당김으로서 {\displaystyle \operatorname {BO} (n)} 위에 정의할 수 있는데, 이 경우
{\displaystyle (\mathrm {B} \iota )^{*}c_{2k+1}=0\in \operatorname {H} ^{4k+2}(\operatorname {BO} (n))}
이다. 즉, 짝수 차수 천 특성류만이 살아남으며, 이를 (역사적인 이유로 부호를 붙이면) 폰트랴긴 특성류라고 한다.
{\displaystyle p_{k}=(-)^{k}(\mathrm {B} \iota )^{*}c_{2k}\in \operatorname {H} ^{4k}(\operatorname {BO} (n))}
이 경우, {\displaystyle E}의 폰트랴긴 특성류는 분류 공간 위의 폰트랴긴 특성류의 당김
{\displaystyle p_{k}(E)=f^{*}p_{k}\in \operatorname {H} ^{4k}(M)}
이다.

## 성질
서로 위상 동형인 다양체는 같은 유리수 폰트랴긴 특성류를 갖는다. 즉, 폰트랴긴 특성류는 매끄러움 구조에 의존하지 않는다.

### 천 특성류와의 관계
폰트랴긴 특성류는 실수 벡터 다발에 대하여 정의되는 특성류이고, 천 특성류는 복소수 벡터 다발에 대하여 정의되는 특성류이다. 이 사이에는 일련의 관계가 존재한다.
직교군과 유니터리 군 사이에는 다음과 같은 표준적인 포함 관계가 존재한다.
{\displaystyle \operatorname {O} (n)\,{\overset {\iota }{\hookrightarrow }}\,\operatorname {U} (n)\,{\overset {\iota '}{\hookrightarrow }}\,\operatorname {O} (2n)}
이는 분류 공간 사이의 연속 함수(의 호모토피류)
{\displaystyle \operatorname {BO} (n)\,{\overset {\mathrm {B} \iota }{\hookrightarrow }}\,\operatorname {BU} (n)\,{\overset {\mathrm {B} \iota '}{\hookrightarrow }}\,\operatorname {BO} (2n)}
를 정의한다. 이에 대하여, 천 특성류와 폰트랴긴 특성류 사이의 관계는 다음과 같다.
{\displaystyle \operatorname {p} _{k}=(-)(\mathrm {B} \iota )^{*}\operatorname {c} _{k}\in \operatorname {H} ^{4k}(\operatorname {BO} (n))}
{\displaystyle (-)^{k}(\mathrm {B} \iota ')^{*}\operatorname {p} _{k}=\sum _{i+j=2k}(-)^{i}\operatorname {c} _{i}\operatorname {c} _{j}\in \operatorname {H} ^{4k}(\operatorname {BU} (n))}
이를 벡터 다발의 언어로 번역하면 다음과 같다.
- 사상 {\displaystyle \mathrm {B} \iota \colon \operatorname {BO} (n)\to \operatorname {BU} (n)}는 실수 벡터 다발의 복소화에 해당한다.
- 사상 {\displaystyle \mathrm {B} \iota '\colon \operatorname {BU} (n)\to \operatorname {BO} (2n)}은 복소수 벡터 다발에서 복소구조를 잊는 것에 해당한다.

즉, 실수 벡터 다발 {\displaystyle E}의 폰트랴긴 특성류는 그 다발의 복소화 {\displaystyle E\otimes \mathbb {C} }의 천 특성류로 다음과 같이 나타낼 수 있다.
{\displaystyle \operatorname {p} _{k}(E)=(-)^{k}\operatorname {c} _{2k}(E\otimes \mathbb {C} )\in \operatorname {H} ^{4k}(M)}
천 특성류 {\displaystyle c_{k}}는 {\displaystyle 2k}차 코호몰로지 원소이므로, 폰트랴긴 특성류 {\displaystyle p_{k}}는 {\displaystyle 4k}차 코호몰로지 원소이다. ({\displaystyle E\otimes \mathbb {C} }의 홀수차 천 특성류는 슈티펠-휘트니 특성류으로 나타낼 수 있다.)
반대로, 복소수 벡터 다발 {\displaystyle E}의 (복소구조를 잊었을 때) 폰트랴긴 특성류는 그 천 특성류로부터 다음과 같이 주어진다.
{\displaystyle \operatorname {p} _{k}(E)=(-)^{k}\sum _{i+j=2k}(-)^{i}\operatorname {c} _{i}(E)\operatorname {c} _{j}(E)\in \operatorname {H} ^{4k}(M)}

### 분수 폰트랴긴 특성류
{\displaystyle M} 위의 {\displaystyle n}차원 유향 실수 벡터 다발 {\displaystyle E}의 스핀 구조는 그 구조군을 특수 직교군에서 스핀 군으로 올리는 것이다. 즉, 다음과 같은 가환 그림에 해당한다.
{\displaystyle {\begin{matrix}&&\operatorname {BSpin} (n)\\&\nearrow &\scriptstyle {\!\!\!\!\!\color {White}\mathrm {B} q\;}\downarrow \scriptstyle {\;\mathrm {B} q\!\!\!\!\!}\\M&\to &\operatorname {BSO} (n)\\\end{matrix}}}
여기서 {\displaystyle \mathrm {B} q}는 몫사상
{\displaystyle q\colon \operatorname {Spin} (n)\twoheadrightarrow \operatorname {SO} (n)}
에 대응하는, 분류 공간 사이의 사상
{\displaystyle \mathrm {B} q\colon \operatorname {BSpin} (n)\to \operatorname {BSO} (n)}
이다.
이 경우, 스핀 군은 단일 연결 단순 리 군이므로
{\displaystyle \pi _{i}(\operatorname {Spin} (n))=0\qquad (i<3)}
{\displaystyle \pi _{3}(\operatorname {Spin} (n))=\mathbb {Z} }
이다. 따라서, 스핀 군의 분류 공간의 호모토피 군은
{\displaystyle \pi _{i}(\operatorname {BSpin} (n))=0\qquad (i<4)}
{\displaystyle \pi _{4}(\operatorname {Spin} (n))=\mathbb {Z} }
이므로, 후레비치 준동형이 동형이며,
{\displaystyle \operatorname {H} ^{4}(\operatorname {BSpin} (n))=\mathbb {Z} }
이다. 따라서, 그 생성원을 {\displaystyle \alpha }라고 하자. 그렇다면,
{\displaystyle (\mathrm {B} q)^{*}\operatorname {p} _{1}=2\alpha \in \operatorname {H} ^{4}(\operatorname {BSpin} (n))}
임을 보일 수 있다. 따라서, 이를 사용하여,
{\displaystyle \operatorname {p} _{1}(E)=2\cdot ({\tfrac {1}{2}}\operatorname {p} _{1}(E))\in 2\operatorname {H} ^{4}(M)}
가 되는 특성류
{\displaystyle {\tfrac {1}{2}}\operatorname {p} _{1}(E)\in \operatorname {H} ^{4}(M)}
를 정의할 수 있다. 이를 1차 분수 폰트랴긴 특성류(一次分數Понтрягин特性類, 영어: first fractional Pontryagin class)라고 한다.:§4.4.1
마찬가지로, 만약 {\displaystyle E}가 끈 구조(영어: string structure)를 갖는다면, 즉 만약 가환 그림
{\displaystyle {\begin{matrix}&&\operatorname {BString} (n)\\&\nearrow &\scriptstyle {\!\!\!\!\!\color {White}\mathrm {B} q\;}\downarrow \scriptstyle {\;\mathrm {B} q\!\!\!\!\!}\\M&\to &\operatorname {BSO} (n)\\\end{matrix}}}
이 존재한다면, 2차 분수 폰트랴긴 특성류(二次分數Понтрягин特性類, 영어: second fractional Pontryagin class)
{\displaystyle {\tfrac {1}{6}}\operatorname {p} _{2}(E)\in \operatorname {H} ^{8}(E)}
가 존재한다.:§4.4.2 여기서 {\displaystyle \operatorname {String} (n)}은 끈 군이다.

## 예
낮은 차수의 폰트랴긴 특성류는 다음과 같다.
{\displaystyle \operatorname {p} _{0}=1}
{\displaystyle \operatorname {p} _{1}=-{\frac {1}{2(2\pi )^{2}}}\operatorname {tr} F^{2}}
{\displaystyle \operatorname {p} _{2}={\frac {1}{8(2\pi )^{4}}}\left((\operatorname {tr} F^{2})^{2}-2\operatorname {tr} F^{4}\right)}

## 역사
러시아의 수학자 레프 폰트랴긴이 1947년에 정의하였다. 세르게이 노비코프가 1966년에 폰트랴긴 특성류가 위상수학적 불변량이라는 사실을 증명하였다.

## 같이 보기
- 천-사이먼스 형식